# 百姓貴族
《百姓貴族》是日本女性漫畫家荒川弘的自傳漫畫，2014年在法國發行的日本文化報紙《Zoom Japon》上得到「最佳漫畫獎」。2022年10月26日宣布將改編為動畫。2024年12月宣布製作第3季。

## 簡介
荒川弘出身北海道農家，在畢業到正式成為漫畫家之前在家裡做了7年農業工作。《百姓貴族》描繪的就是荒川弘出道以前的的農家生活，以及介紹北海道農業歷史、農業知識、農業經濟與發展等。

## 登場角色
荒川弘（聲：田村睦心）
本作作者兼主角，外觀直接使用在其他作品中使用過的自畫像——左耳有黑色斑點的牛人。因為作者本人是荒川家的四女，所以荒川家的人一併以各種顏色的牛人代表（配偶和兒女則是正常人的外型）。
和家裡約定，不管弟弟是否繼承家業，都會在家裡幫忙到弟弟完成學業為止。因為姊弟之間有不小的年齡差，所以在家裡工作了7年才開始準備投稿漫畫。
決定要投稿後又花了半年左右的時間，用「不睡覺」的方式在農忙中抽空畫出第一部得獎作品，用獎金實現到東京都當漫畫家的夢想。
是個血氣方剛，做事有點單純的人。本人說自己很膽小，但實際上遇到緊要關頭，就會抱著犧牲的打算進行反擊。
學生時期有學過空手道。
石井（聲：本多真梨子）
負責本作的責任編輯，是對於農業完全外行的一般人，主要擔任提問與吐槽的角色。
因為一般人對農村的常識所知甚少，所以經常被荒川耍著玩。
口頭禪是「農家的常識並非社會常識」
荒川家之父（聲：千葉繁）
荒川的父親，荒川農園的現任園主，外觀是右耳有黑色斑點的牛人。
小時候曾經被農耕馬踢碎下巴，因此下巴留有手術的疤痕。
個性大而化之，經常做出很多匪夷所思的事，讓家人無言以對。對於害蟲與害獸非常敏感，只要看到就絕對會驅除。
認為雙手萬能，從修理機械、農具到擴建牛舍等都盡可能自己做，曾經把水肥車改造成用來鋪設溜冰場的灑水車。
徹底貫徹「不工作就沒有飯吃」的家訓，因此荒川家的孩子在畢業找到工作前都會被要求到田裡幫忙，不過在找到正職工作後就不會被強迫勞動。
每次遇上危險事故，家中的牛或寵物就會莫名過世。荒川形容簡直是「替身效應」。
荒川家之母（聲：鯨）
荒川的母親，荒川農園的專務，外觀是全身白色的牛人，總是穿著一件寫著「老媽（おかん）」字樣的圍裙。
就算懷孕了，也依然會下田工作，一直到感覺到陣痛，都還在駕駛耕耘機。
家中裡裡外外的事都由她負責，其萬能連荒川也有點嚇到
荒川家祖父
荒川的祖父，外觀是全身褐色的牛人。
患有老年失智症，但是因為身體上的記憶，依然能俐落地做農活。
荒川家祖母
荒川的奶奶，外觀為頭綁頭巾，身上穿著和服的白色牛人。
做事嚴謹、積極。對新事物的接受能力很高，腳踏車、耕耘機等現代機械都能很快上手。
有每天喝牛奶的習慣，死後遺骨的漂亮程度連火葬場的人都讚不絕口。
在年過90後，體力就逐漸衰弱。在荒川母親前去牛舍前跟她道謝，之後就在床上靜靜地過世了。就算過世了，也並未給任何人添麻煩。
荒川家曾祖父
本名與作，荒川家遷移到北海道的第一代，群馬縣出身，外觀是全身土黃色的牛人。
年輕時曾參與田中正造所領導的足尾銅山礦毒事件抗爭，在抗爭中襲警而遭通緝，躲到北海道墾荒順便避風頭，最後就順勢定居了下來。
荒川家長女（聲：土師亞文）
荒川的大姊，外觀是黃褐色牛人，頭上戴著一個蝴蝶結。
已婚，育有一女。因為成績很好所以念了升學高中，出生在農家但是跟農業無緣，大學畢業後考上了公務員，丈夫也是公務員。
荒川家長女之女（聲：加隈亞衣）
荒川的大姊的女兒，正常人的外型。
荒川家次女（聲：大井麻利衣）
荒川的二姊，外觀是黑色（動畫是茶色），只有嘴巴附近是黃褐色的牛人。
學生時期曾經被農用機具絞斷左手食指與中指的尖端，之後被荒川父用土法接回去，而且沒有留下後遺症。
荒川家三女
荒川的三姊，外觀是頭頂有灰色的毛的白茶斑紋牛人，從小就有戴眼鏡。
荒川家長男（么子）（聲：小野友樹）
荒川的弟弟，荒川農園的繼承人。外觀為留有鬍鬚的黑白斑紋牛人。
幼時曾被荒川父所駕駛的牽引機意外輾過，但是奇蹟似的只有一點擦傷。
雖然是家裡唯一的男嗣，但是選擇不繼承家業，從事長照工作。

## 出版書籍
| 卷數 | 新書館         | 新書館                                        | 東立出版社     | 東立出版社             | 世界图书出版公司 | 世界图书出版公司       |
| 卷數 | 發售日期       | ISBN                                          | 發售日期       | ISBN / EAN             | 發售日期         | ISBN                   |
| ---- | -------------- | --------------------------------------------- | -------------- | ---------------------- | ---------------- | ---------------------- |
| 1    | 2009年12月11日 | ISBN 978-4-403-67085-5                        | 2010年6月7日   | ISBN 978-986-10-5761-3 | 2012年9月        | ISBN 978-7-5100-5290-3 |
| 2    | 2012年2月25日  | ISBN 978-4-403-67114-2                        | 2012年5月9日   | ISBN 978-986-10-9530-1 | 2012年9月        | ISBN 978-7-5100-5289-7 |
| 3    | 2014年2月25日  | ISBN 978-4-403-67153-1                        | 2014年7月18日  | EAN 471-0945-54351-2   | 2015年5月        | ISBN 978-7-5100-9683-9 |
| 3    | 2014年2月25日  | ISBN 978-4-403-67153-1                        | 2014年7月28日  | ISBN 978-986-348-519-3 | 2015年5月        | ISBN 978-7-5100-9683-9 |
| 4    | 2016年2月25日  | ISBN 978-4-403-67175-3                        | 2016年7月22日  | EAN 471-0945-54839-5   |                  |                        |
| 4    | 2016年2月25日  | ISBN 978-4-403-67175-3                        | 2016年7月29日  | ISBN 978-986-109-282-9 |                  |                        |
| 5    | 2017年11月25日 | ISBN 978-4-403-67177-7                        | 2018年4月11日  | EAN 471-0945-55498-3   |                  |                        |
| 5    | 2017年11月25日 | ISBN 978-4-403-67177-7                        | 2018年4月18日  | ISBN 978-957-26-0189-1 |                  |                        |
| 6    | 2019年11月23日 | ISBN 978-4-403-67180-7 ISBN 978-4-403-69004-4 | 2020年5月18日  | EAN 471-0601-04198-7   |                  |                        |
| 6    | 2019年11月23日 | ISBN 978-4-403-67180-7 ISBN 978-4-403-69004-4 | 2020年5月25日  | ISBN 978-957-26-4539-0 |                  |                        |
| 7    | 2021年10月22日 | ISBN 978-4-403-67183-8 ISBN 978-4-403-69005-1 | 2022年7月1日   | ISBN 978-957-26-8408-5 |                  |                        |
| 8    | 2023年12月20日 | ISBN 978-4-403-67189-0 ISBN 978-4-403-69008-2 | 2024年10月25日 | ISBN 978-626-02-2411-0 |                  |                        |

## 電視動畫
| 第1期 主題曲「」 主唱：FRAM，作詞：中村高大，作曲、編曲：k-in | 第2期 主題曲「」 主唱、作詞、作曲：sanetii |

### 各話列表
| 話數     | 日文標題 | 中文標題           | 首播日期      | 話數       | 日文標題 | 中文標題           | 首播日期       |
| 第1期    | 第1期    | 第1期              | 第1期         | 第2期      | 第2期    | 第2期              | 第2期          |
| -------- | -------- | ------------------ | ------------- | ---------- | -------- | ------------------ | -------------- |
| 第一頭   |          | 牛奶               | 2023年 7月7日 | 第十五頭   |          | 堆肥               | 2024年 10月4日 |
| 第二頭   |          | 馬鈴薯             | 7月14日       | 第十六頭   |          | 熊之風暴           | 10月11日       |
| 第三頭   |          | 熊                 | 7月21日       | 第十七頭   |          | 農業機械           | 10月18日       |
| 第四頭   |          | 蔬菜               | 7月28日       | 第十八頭   |          | 牛知識             | 10月25日       |
| 第五頭   |          | 蔬菜小偷           | 8月4日        | 第十九頭   |          | 續！老爹           | 11月1日        |
| 第六頭   |          | 防疫               | 8月11日       | 第二十頭   |          | 老媽和奶奶         | 11月8日        |
| 第七頭   |          | 老爹               | 8月18日       | 第二十一頭 |          | 馬                 | 11月15日       |
| 第八頭   |          | 狗和貓             | 8月25日       | 第二十二頭 |          | 農家的點心         | 11月22日       |
| 第九頭   |          | 牛社會             | 9月2日        | 第二十三頭 |          | 害獸大進擊         | 11月29日       |
| 第十頭   |          | 百姓之子           | 9月9日        | 第二十四頭 |          | 農高生啊心懷壯志吧 | 12月6日        |
| 第十一頭 |          | 農業高中           | 9月16日       | 第二十五頭 |          | 十勝開拓史         | 12月13日       |
| 第十二頭 |          | 火星開拓農民 荒川  | 9月23日       | 第二十六頭 |          | 北海道獨立計畫     | 12月20日       |
| 第十三頭 |          | 漫畫家荒川（前篇） | DVD特典       |            |          |                    |                |
| 第十四頭 |          | 漫畫家荒川（後篇） | DVD特典       |            |          |                    |                |

## 外部連結
- 《百姓貴族》的X（前Twitter）